# Tyrrell P34
Chronologie des modèles (1976 - 1977)
Tyrrell 007 Tyrrell 008
La Tyrrell P34, également connue sous le nom de Tyrrell six roues est une monoplace de Formule 1 engagée par l'écurie britannique Tyrrell Racing en championnat du monde de Formule 1 en 1976 et 1977.
Unique modèle à six roues ayant couru en championnat, même si d'autres écuries firent rouler des prototypes en essais privés, la P34 connaît son heure de gloire à l'occasion du Grand Prix de Suède 1976 lorsque ses pilotes Jody Scheckter et Patrick Depailler réalisent la pole position puis un doublé.

## Historique
La Tyrrell P34 est conçue par l'ingénieur britannique Derek Gardner, créateur des monoplaces de Tyrrell depuis que l'écurie a acquis le statut de constructeur en 1970. Il lance, courant 1975, le projet d'une monoplace à six roues, concept auquel il réfléchit depuis plusieurs années. En remplaçant les deux roues avant par quatre roulettes directrices d'un diamètre de 10 pouces (25,4 centimètres) contre 13 pouces pour la concurrence, il veut augmenter la surface de contact des pneus avec le sol et donc l'adhérence en courbe tout en diminuant la surface frontale de résistance à l'air.
Suivant la codification traditionnelle des Tyrrell, la nouvelle monoplace aurait dû recevoir le nom de « Tyrrell 008 » mais elle conserve définitivement le nom de code temporaire de « Tyrrell P34 » que lui avait donné Gardner (P34 pour Project 34 puisque c'était son trente-quatrième projet technique).

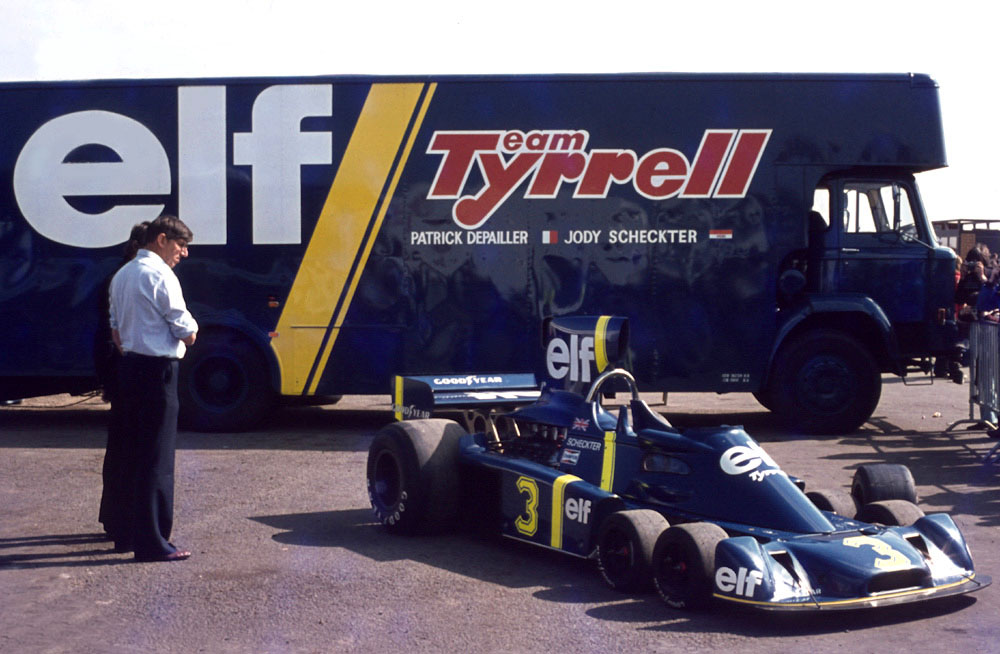
Ken Tyrrell et la P34 de 1976
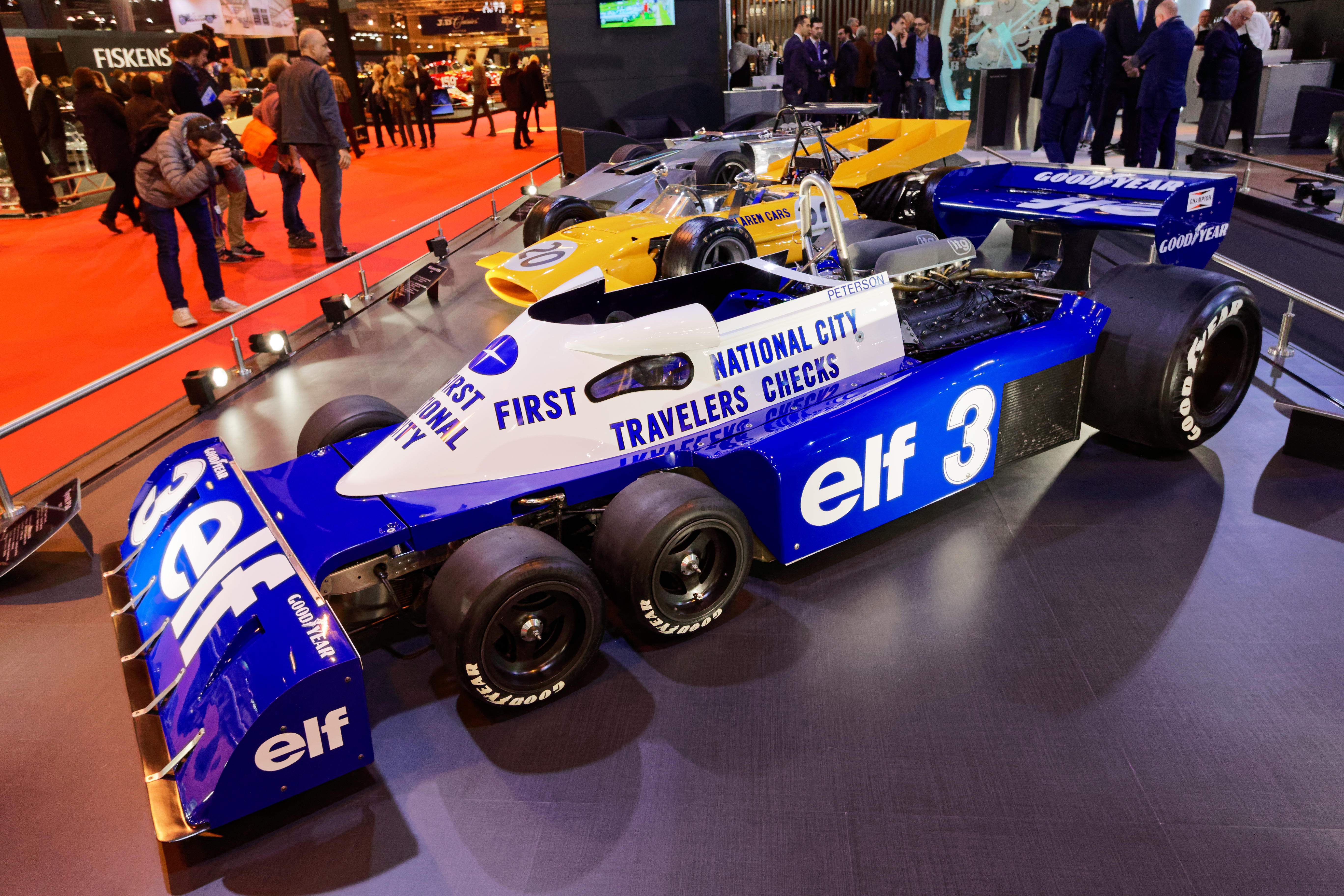
Une Tyrrell P34 de 1977 exposée lors du salon Rétromobile 2017.

### 1976: première saison encourageante

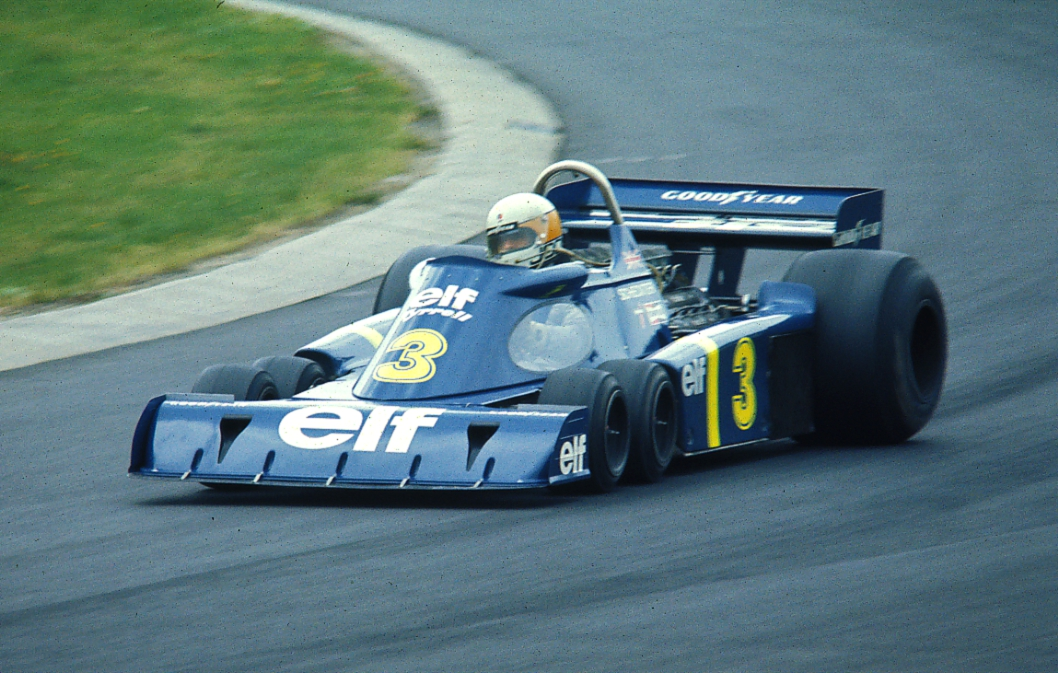
Jody Scheckter sur la P34 au GP d'Allemagne 1976. On notera l'apparition, sur le cockpit, de vitres en plexiglas afin de permettre aux pilotes de voir leurs roues.

Les essais privés réalisés fin 1975 puis début 1976 s'avérant concluants, l'écurie lance la P34 en compétition en 1976. Elle fait son apparition à l'occasion du Grand Prix d'Espagne, quatrième manche de la saison, aux mains du pilote français Patrick Depailler, son équipier Jody Scheckter ne recevant la sienne qu'au Grand Prix suivant en Belgique. Depailler abandonne, non sans s'être préalablement qualifié à la troisième place. Si les pilotes se plaignent d'un problème récurrent de sous-virage, la voiture peinant à s'inscrire dans les courbes, le potentiel de la P34 se confirme lors des courses suivantes. En Belgique, Scheckter se classe quatrième, puis à Monaco, Scheckter et Depailler entourent le vainqueur Niki Lauda sur le podium. Le succès intervient de la plus éclatante des manières au Grand Prix de Suède, pour la quatrième sortie de la P34, qui se révèle particulièrement à l'aise dans les grandes courbes d'Anderstorp. Parti de la pole position, Scheckter remporte la course tandis que Depailler assure le doublé.
Malgré un bon niveau de performance (six autres podiums suivront durant la suite de la saison), les pilotes Tyrrell ne rééditent pas leur exploit et sont le plus souvent dominés par Ferrari et McLaren. En permettant à l'écurie Tyrrell de se classer à la troisième place du championnat du monde des constructeurs, et à ses pilotes de terminer respectivement troisième et quatrième du championnat des pilotes, la P34 ne peut être considérée que comme une semi-réussite : elle s'est régulièrement montrée à la hauteur des  meilleures voitures du plateau mais plusieurs défauts ont affecté sa compétitivité, notamment un manque de finesse aérodynamique et donc une vitesse de pointe insuffisante en ligne droite. Le double système de freinage, rendu nécessaire par le double train avant, a également été source de plusieurs soucis.
Du côté des pilotes, les avis sont partagés : Depailler est enthousiasmé par le concept mais son coéquipier Scheckter, malgré sa victoire en Suède, pense que Tyrrell s'est engagé dans une voie sans issue et ne croit pas en l'avenir de la « six roues ». Ce sentiment motive d'ailleurs en partie son départ en fin de saison en direction du Walter Wolf Racing.

### 1977: deuxième saison ratée

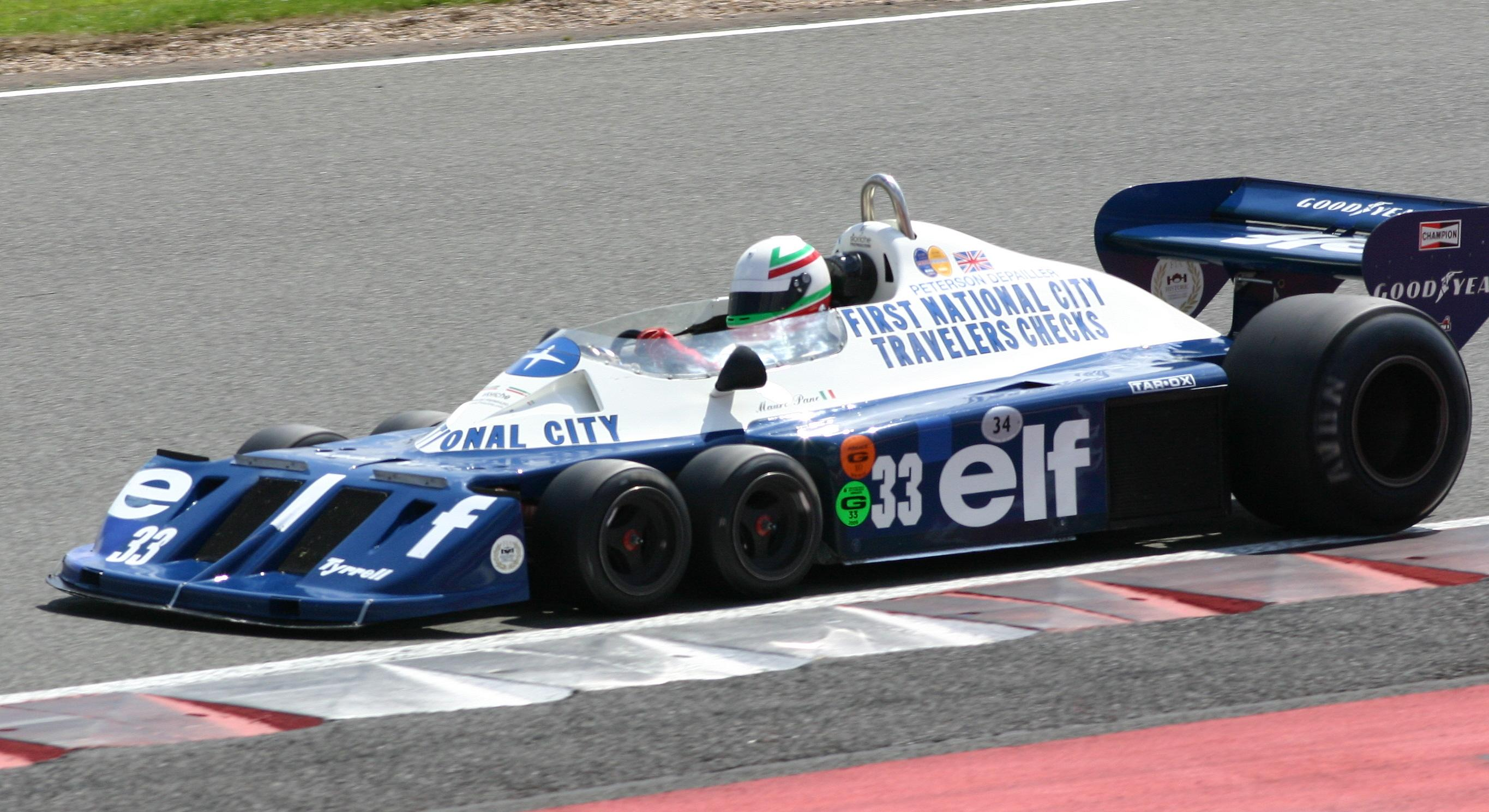
La Tyrrell P34, dans sa version de 1977 à Silverstone en 2008.

Pour 1977, Tyrrell sort une version évoluée de la P34, baptisée P34-B, qui se distingue par une aérodynamique profondément remaniée et de nouvelles couleurs, conséquence de la signature d'un partenariat entre Tyrrell et la First National City Bank.
Censée confirmer les promesses de la saison précédente, la monoplace s'avère être un retentissant échec et donne raison à Scheckter. Une mauvaise répartition des masses, un mauvais fonctionnement des pneus (Goodyear n'a pas fait évoluer de manière spécifique les petits pneus avant, dont le comportement n'est plus en adéquation avec celui des pneus arrière) et un moteur Cosworth peu fiable, conduisent à une saison catastrophique. Du côté des pilotes, Depailler fait son possible pour obtenir des résultats en course et s'implique dans le développement de la voiture tandis que son nouvel équipier, Ronnie Peterson, semble décontenancé par le comportement particulier de sa voiture. Les deux hommes décrochent quatre podiums (trois pour Depailler, un pour Peterson) mais l'écurie recule à la sixième place dans la hiérarchie des constructeurs.
En fin d'année, Tyrrell renonce au concept de monoplace six roues, choix motivé en partie par un constat d'échec à l'issue de deux années globalement décevantes, mais aussi par la volonté de Goodyear de ne plus concevoir des pneus aux dimensions spéciales pour la seule écurie Tyrrell.
Derek Gardner, comme il l'avait annoncé en cours d'année, quitte le sport automobile en fin de saison, laissant le soin à son remplaçant Maurice Philippe de concevoir la Tyrrell 008 appelée à disputer le championnat du monde 1978.

### Culture populaire
La série animée Arrow Emblem: Hawk of the Grand Prix (en), diffusée en 1977 et 1978 au Japon, reprend ce modèle de voiture dans son histoire.
Dans la série animée Transformers de 1986, le Decepticon Dragstrip se transforme en Tyrell P34 jaune.
La P34 de Jody Scheckter apparaît sur le tournage du film Rush de Ron Howard, sorti en 2013.

## Autres monoplaces de Grand Prix à six roues
Dans la foulée des débuts prometteurs de la Tyrrell P34, deux autres équipes, March et Ferrari, lancent des projets de monoplace à six roues. Quelques années plus tard, Williams s'y essaie à son tour.
Le deuxième projet à se concrétiser est la March 2-4-0, conçue fin 1976 par Robin Herd sur la base d'une March 761. Contrairement à la Tyrrell, les deux roues supplémentaires sont placées à l'arrière, faisant de la 2-4-0 une quatre roues motrices. Les six roues étant de même taille, March évite de recourir à des pneus spéciaux, une des contraintes qui causèrent la fin de la P34. En proie à d'importances difficultés financières, March ne fut jamais en mesure de développer sa voiture qui ne participa qu'à quelques séances de démonstration au cours desquelles, en raison de problèmes de transmission, seules deux des six roues étaient motrices. D'aucuns [Qui ?] estiment que la 2-4-0 n'était qu'un coup marketing monté par Max Mosley afin d'attirer des commanditaires.
En 1977, Ferrari se lance à son tour dans la conception d'une six roues. Comme la March, la Ferrari 312T6 a quatre roues à l'arrière, mais montées sur un même essieu, à la manière des Auto Union d'avant-guerre. Testée à Fiorano au cours de l'été 1977 par Niki Lauda et Carlos Reutemann, elle n'apporte guère satisfaction et le projet est enterré. Peu de temps après, Ferrari laisse filtrer dans la presse un projet de monoplace de Formule 1 à huit roues baptisé 312T8. Ce concept n'est pas dérivé de la 312T6 puisque les huit roues sont placées sur quatre essieux différents, deux à l'avant, deux à l'arrière. Le projet, ou plutôt l'exercice de style destiné à stimuler l'imagination des ingénieurs, ne dépasse néanmoins pas le stade du croquis.
Courant 1982, l'écurie Williams lance le projet FW08D qui reprend le concept de la March 2-4-0. Le pilote titulaire Keke Rosberg ainsi que le pilote essayeur Jonathan Palmer réalisent quelques tests mais le développement de la voiture est abandonné lorsque la FIA décide d'interdire les monoplaces à quatre roues motrices à compter de la saison 1983. La FIA enfonce le clou peu de temps après en stipulant qu'une monoplace a obligatoirement quatre roues, dont seulement deux motrices et deux directrices.

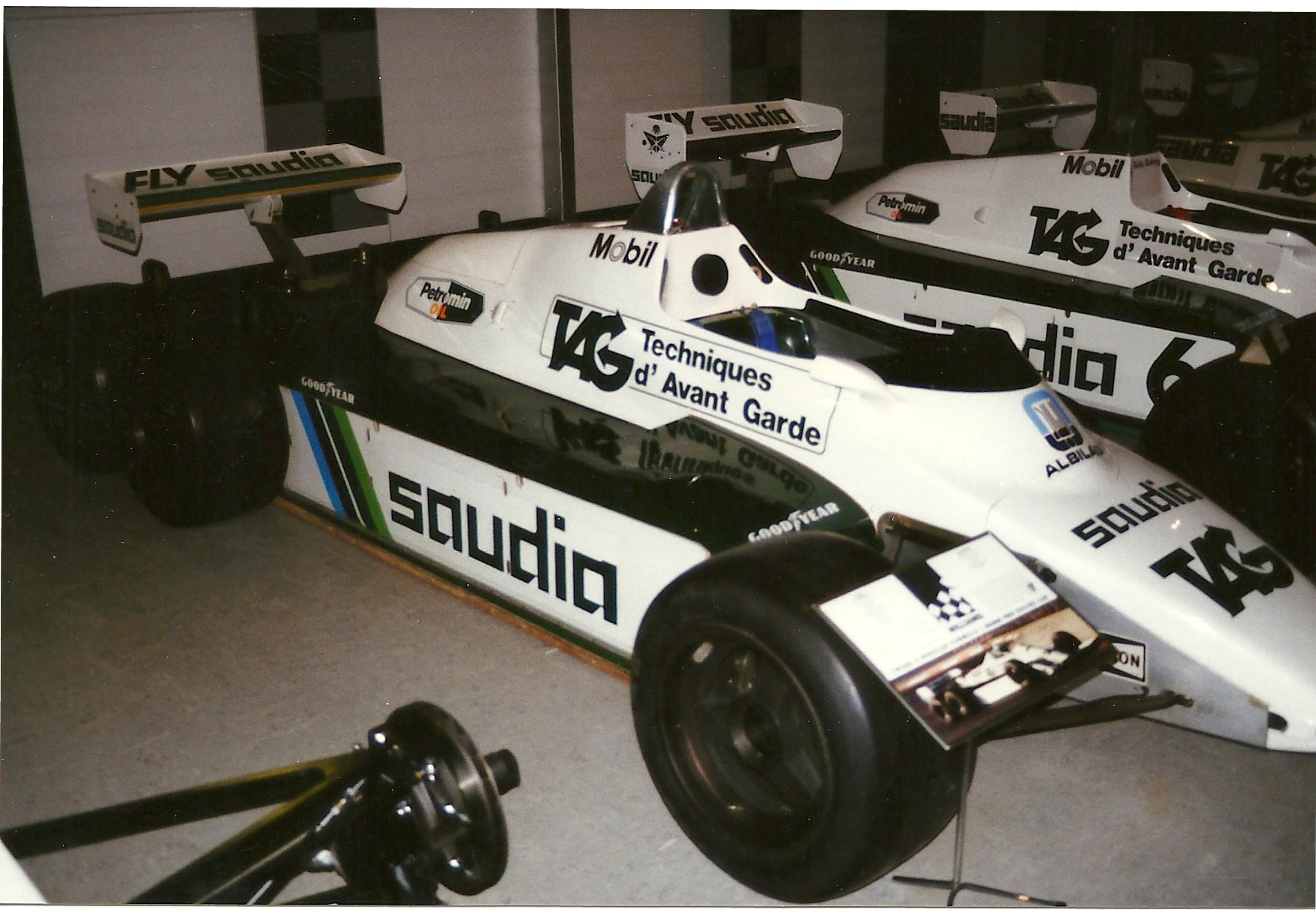
Williams FW08D
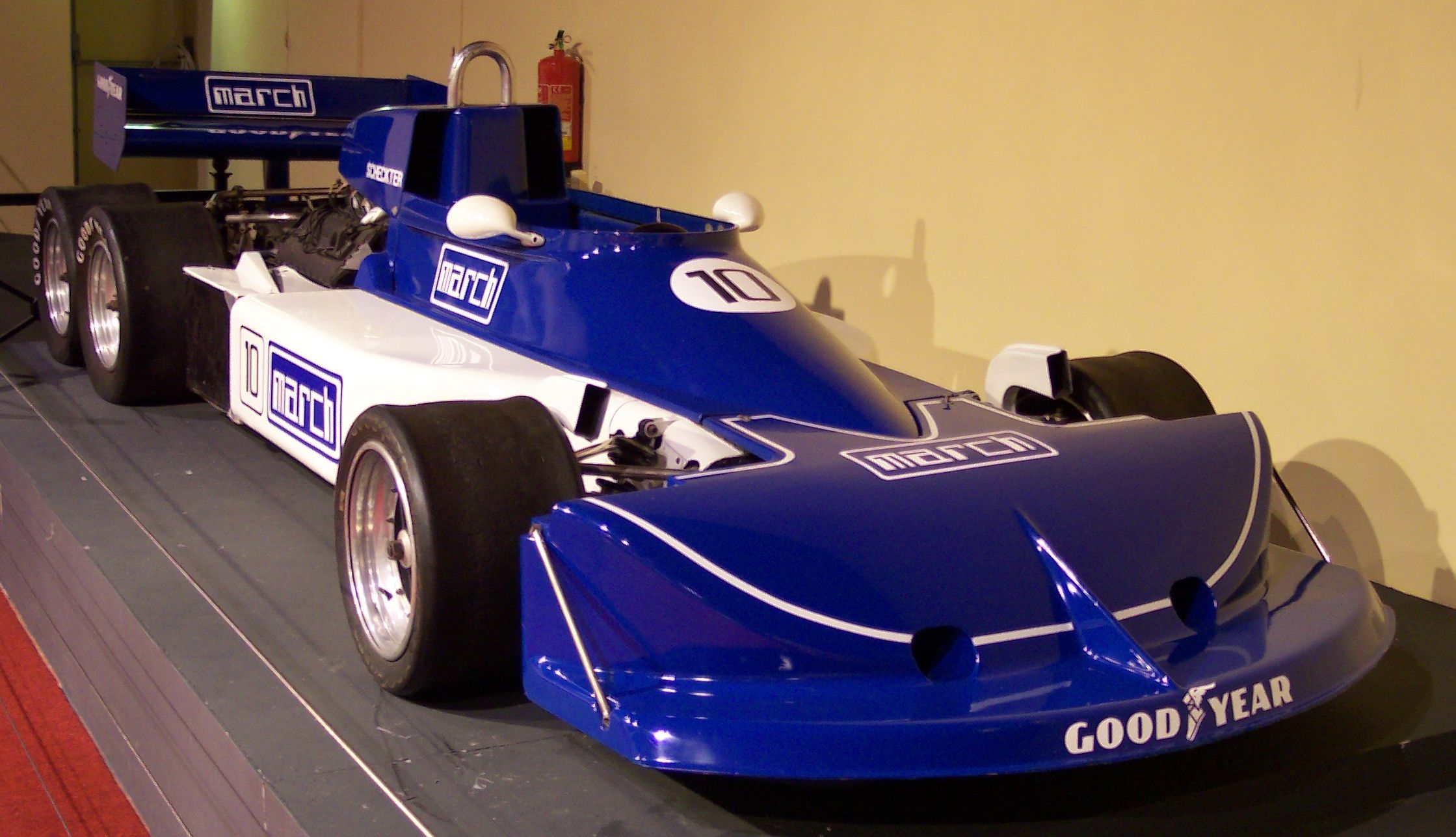
March 2-4-0
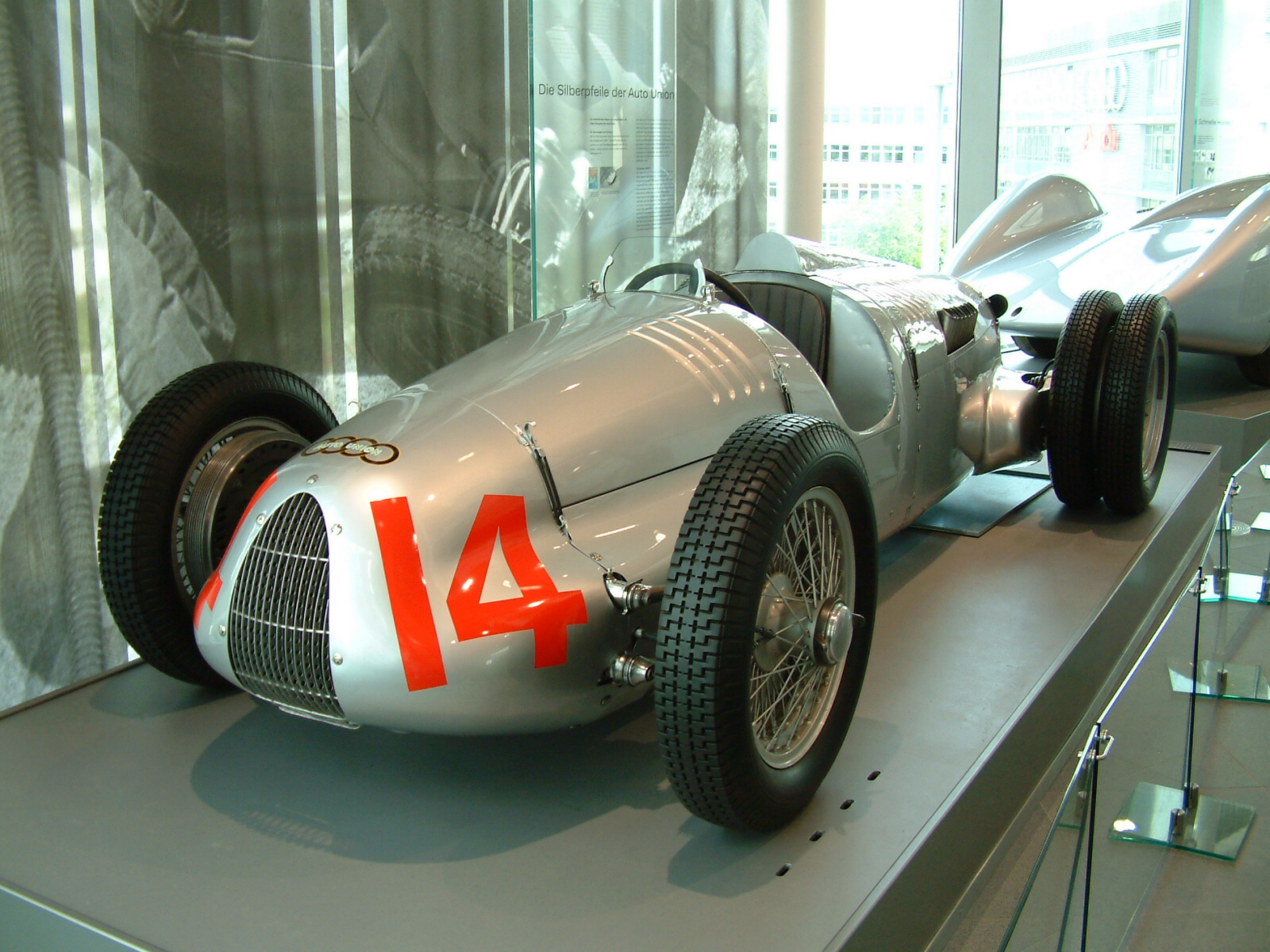
Auto Union Type D à roues arrière jumelées

## Résultats en championnat du monde de Formule 1
| Saison | Écurie           | Moteur               | Pneus    | Pilote            | 1   | 2   | 3   | 4   | 5   | 6   | 7   | 8   | 9   | 10  | 11  | 12  | 13  | 14  | 15  | 16  | 17  | Points inscrits | Classement |
| ------ | ---------------- | -------------------- | -------- | ----------------- | --- | --- | --- | --- | --- | --- | --- | --- | --- | --- | --- | --- | --- | --- | --- | --- | --- | --------------- | ---------- |
| 1976   | Elf Team Tyrrell | Ford Cosworth DFV V8 | Goodyear |                   | BRE | ADS | USW | ESP | BEL | MON | SUE | FRA | GBR | ALL | AUT | NED | ITA | CAN | USE | JPN |     | 71*             | 3e         |
| 1976   | Elf Team Tyrrell | Ford Cosworth DFV V8 | Goodyear | Jody Scheckter    |     |     |     |     | 4e  | 2e  | 1re | 6e  | 2e  | 2e  | Abd | 5e  | 5e  | 4e  | 2e  | Abd |     | 71*             | 3e         |
| 1976   | Elf Team Tyrrell | Ford Cosworth DFV V8 | Goodyear | Patrick Depailler |     |     |     | Abd | Abd | 3e  | 2e  | 2e  | Abd | Abd | Abd | 7e  | 6e  | 2e  | Abd | 2e  |     | 71*             | 3e         |
| 1977   | Elf Team Tyrrell | Ford Cosworth DFV V8 | Goodyear |                   | ARG | BRE | ADS | USW | ESP | MON | BEL | SUE | FRA | GBR | ALL | AUT | NED | ITA | USE | CAN | JPN | 27              | 6e         |
| 1977   | Elf Team Tyrrell | Ford Cosworth DFV V8 | Goodyear | Ronnie Peterson   | Abd | Abd | Abd | Abd | 8e  | Abd | 3e  | Abd | 12e | Abd | 9e  | 5e  | Abd | 6e  | 16e | Abd | Abd | 27              | 6e         |
| 1977   | Elf Team Tyrrell | Ford Cosworth DFV V8 | Goodyear | Patrick Depailler | Abd | Abd | 3e  | 4e  | Abd | Abd | 8e  | 4e  | Abd | Abd | Abd | 13e | Abd | Abd | 14e | 2e  | 3e  | 27              | 6e         |

Légende : ici 
- * 13 points marqués avec la Tyrrell 007.